# Samuel Joseph

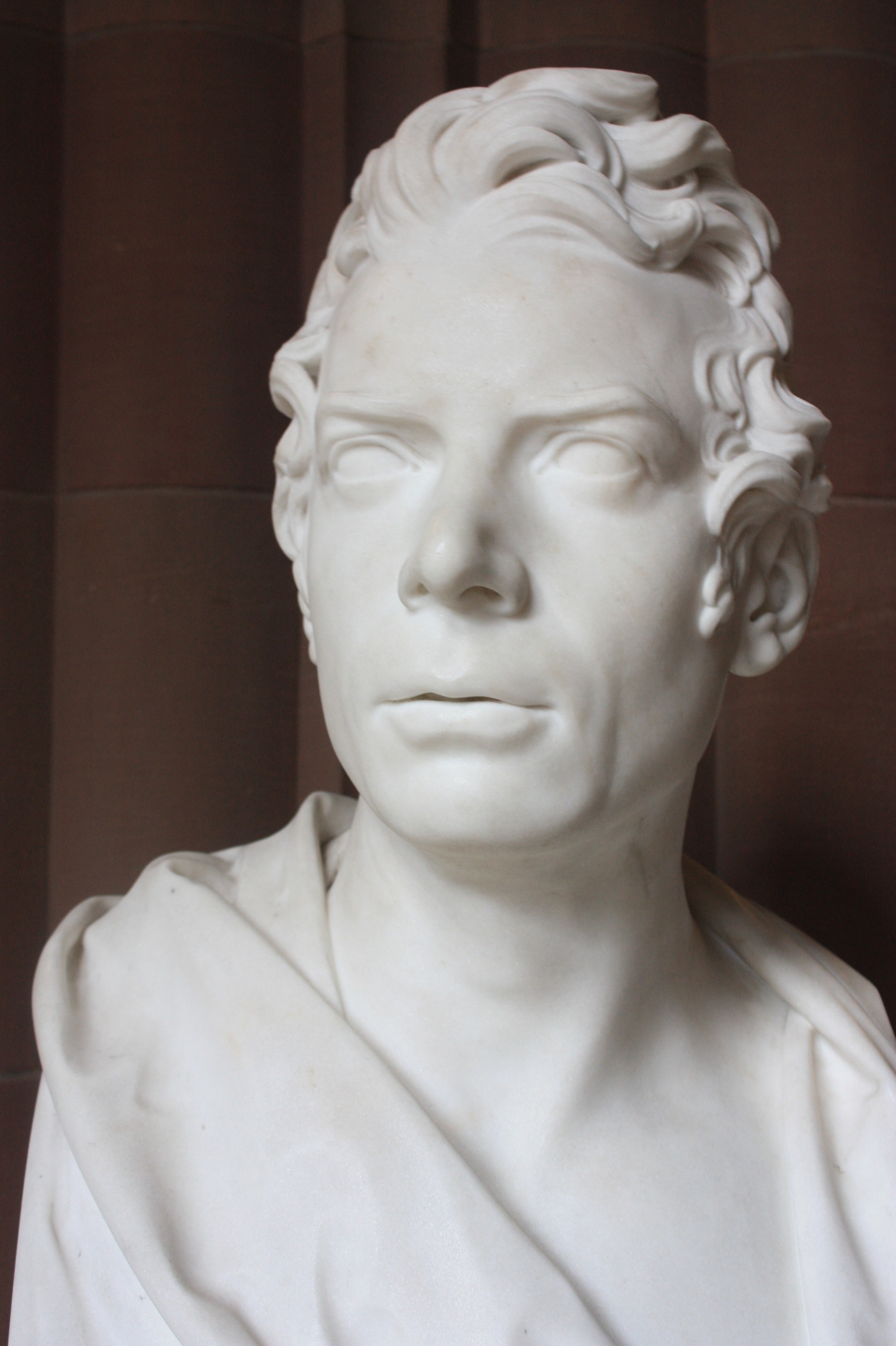
David Wilkie von Samuel Joseph, 1842. National Portrait Gallery, London

Samuel Joseph (* 1791 in London; † 1850 ebenda) war ein britischer Bildhauer.

## Leben
Samuel Joseph wurde im Jahr 1791 in London geboren. Er absolvierte seine Ausbildung beim Wachsmodellierer Peter Rouw. Bei seiner ersten Ausstellung an der Royal Academy im Jahr 1811 wurde er als neues Mitglied dieser Familie vorgestellt. Vermutet wird, dass er seinen Naturalismus, der seine Porträtkunst auszeichnete, seinem engen Kontakt zu dieser Familie von Wachsmodellierern verdankte. 1811 trat er in die Royal Academy Schools ein, wo er Silber- und Goldmedaillen gewann, jedoch kein Reisestipendium nach Rom erhielt. Seine Goldmedaille von 1815 erhielt er für eine Gruppe mit dem Titel Eve Entreating Forgiveness from Adam (Eva bittet Adam um Vergebung). Ab diesem Zeitpunkt bestand sein Werk fast ausschließlich aus Porträts in Form von Medaillons, Büsten und Statuen. Zwischen 1822 und 1828 lebte und arbeitete er in Edinburgh, wo er eng mit der Edinburgh Phrenological Society verbunden war. Im Jahr 1824 schuf er eine Büste des Schriftstellers Walter Scott, ausdrucksstärker als das Porträt von Walter Scott aus dem Jahr 1820 von Francis Chantrey. Er beteiligte sich an den Debatten, die zur Gründung der Scottish Academy führten, und wurde 1826 Gründungsmitglied.
Nach seiner Rückkehr nach London pflegte Samuel Joseph seine Kontakte in Schottland und schuf in den 1840er Jahren eine Reihe von Denkmälern für den schottischen Maler David Wilkie. Dazu gehören ein Grabmal in der Kirche von Cults in Fife sowie eine lebensgroße Porträtstatue, die sich heute in der Tate Britain befindet. Samuel Joseph ist heute vor allem für seine charakteristische Sitzstatue des Sklavereigegners William Wilberforce in der Westminster Abbey bekannt. Die Marmorstatue wurde zwischen 1838 und 1840 angefertigt. Trotz einiger bedeutender öffentlicher Aufträge – wie dem des Gresham-Komitees der City of London für eine Statue des Lord Mayors aus dem frühen 17. Jahrhundert, Sir Hugh Myddelton, für die Außenfassade der neuen Royal Exchange, die 1845 fertiggestellt wurde – ging Samuel Joseph im Jahr 1848 in Konkurs. Bis zu seinem Tod durch Krebs zwei Jahre später lebte er von einer Rente, die ihm der Rat der Royal Academy gewährte.

## Werk
Samuel Joseph spezialisierte sich auf Porträtbüsten und Grabmonumente. Seine Werke zeichnen sich durch eine klassische Strenge aus, die vom Neoklassizismus geprägt ist. Er schuf unter anderem Büsten von Persönlichkeiten wie Sir Walter Scott sowie bedeutende öffentliche Denkmäler.